# 켄드라 윌킨슨
켄드라 윌킨슨(Kendra Wilkinson, 1985년 6월 12일 ~ )은 미국의 모델이자 방송인이다.

## 출연 작품
- 무서운 영화 5 (2013)
- 홀리스 월드 (2009)
- 켄드라 (2009)
- 하우스 버니 (2008)
- 무서운 영화 4 (2006)
- 더 레이트 레이트 쇼 위드 크레이그 퍼거슨 (2005)